# Hem till byn
Hem till byn var en TV-serie, i regi av Bengt Bratt. Den sändes ursprungligen i Sveriges Television, de första avsnitten 1971 och de sista 2006. Den fungerar som ett tidsdokument, och handlingen kretsar bland annat kring avfolkning av landsbygden och rationaliseringen inom jordbruket.

## Handling
Hem till byn handlade om livet i en by på svenska landsbygden och hade som uttalat mål att skildra samhällsutvecklingen. Serien beskrev villkoren för livet i glesbygden – avfolkningen och jordbrukspolitiken – men blev i de senare omgångarna mer allmängiltig med teman som barn och föräldrar, kärleksrelationer och ensamhet. Ämnen som psykisk ohälsa, alkoholism, kriminalitet, narkotika och spelberoende togs också upp. Därför hade serien hög identifikationsfaktor för tittarna trots att majoriteten av svenska folket inte bor på landet. En annan orsak till framgången var manusförfattaren Bengt Bratts förmåga att föra handlingen framåt genom vardagsrealistiska dialoger. 
Serien spelades in i autentiska miljöer, vilket gällde såväl interiör- som exteriörscener. De flesta av inspelningsplatserna låg i Ödenäs i Alingsås kommun, men även miljöer från Hindås och Rävlanda i Härryda kommun samt göteborgsförorten Angered fanns med i serien.
Något namn på byn nämns aldrig, men i ett avsnitt i andra säsongen syns på ett vykort att postadressen är Byskog. Byn ligger också i närheten av det något större samhället Elofsrud.
Samtliga säsonger av Hem till byn har givits ut på DVD.

### Musik
Som signaturmelodi till Hem till byn användes "Berg-Kirstis polska", arrangerad av Jan Johansson och framförd av honom själv på piano och Georg Riedel på bas. Inspelningen är hämtad från Johanssons album Jazz på svenska (1964). Det förekom ingen specialkomponerad musik i serien och användandet av redan existerande musik var sparsamt.

## Produktion och mottagande

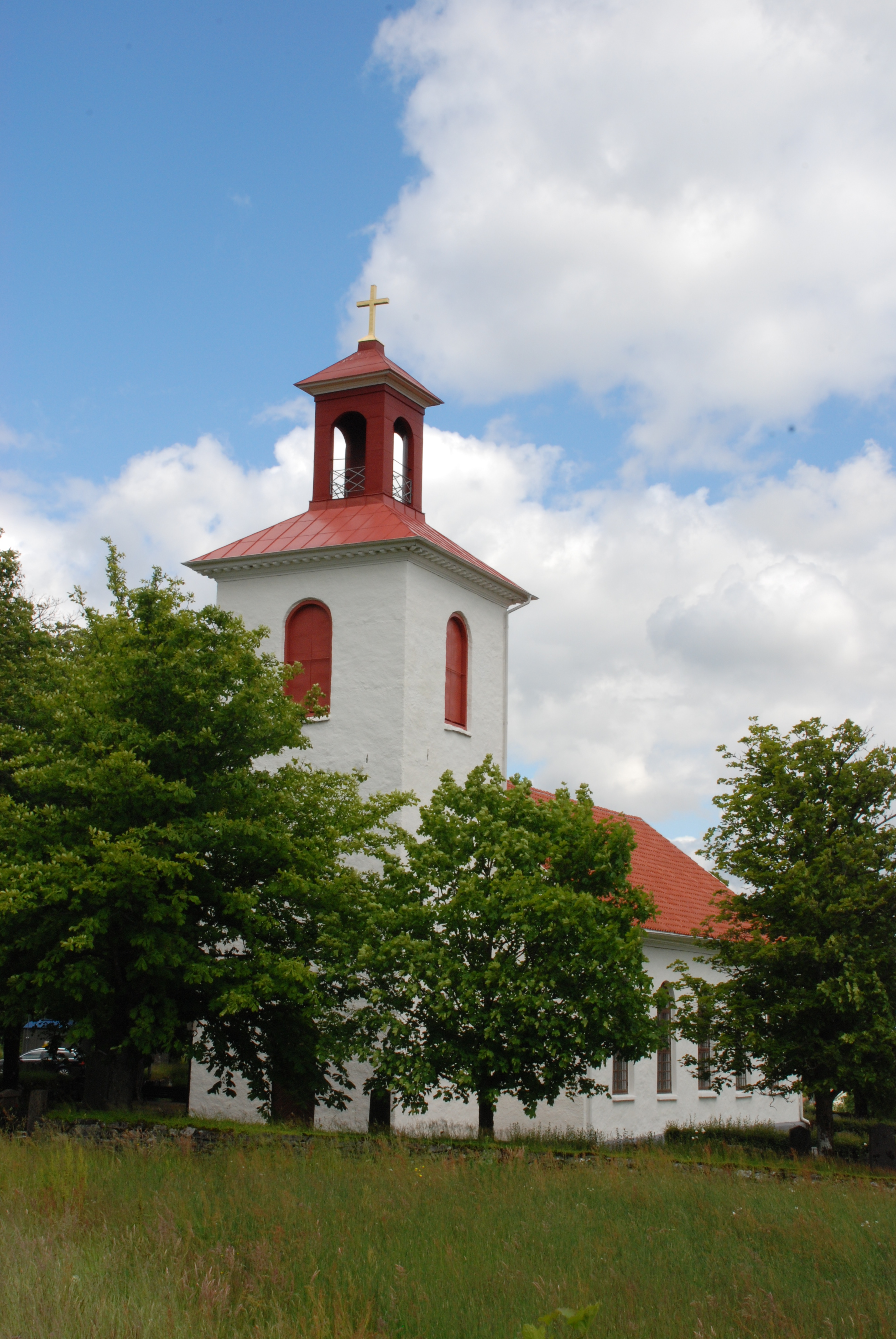
Ödenäs kyrka var en av seriens inspelningsplatser.

Hem till byn är Sveriges mest långlivade TV-serie och producerades av SVT Göteborg. Sammanlagt visades 52 avsnitt, samtliga med manus av Bengt Bratt. Avsnitt 1–46 regisserades av Jackie Söderman och avsnitt 47–52 av Gun Jönsson, som också är en av de skådespelare som medverkat i samtliga omgångar.
De sex första avsnitten började sändas i november 1971. Efter dessa ville SVT att fler avsnitt skulle göras med tanke på den stora tittarframgången. Författaren Bengt Bratt var mycket skeptisk till detta, men skrev efter övertalning ytterligare sex avsnitt som sändes 1973. Ytterligare tre år senare kom säsong 3, efter vilken serien gjorde ett långt avbrott och återupptogs först 1990.
I samband med alla säsongerna har Bratt hävdat att serien var slut, men ändå låtit sig övertalas att fortsätta. Inför 2006 års omgång meddelade han dock med bestämdhet att dessa avsnitt var de allra sista, vilket även SVT underströk i sin information kring avsnitten.

## Skådespelare och rollfigurer
Huvudrollerna i Hem till byn gestaltades av samma skådespelare under alla år, och de åldrades därmed naturligt. Detta möjliggjorde att återblickar från tidigare säsonger kunde klippas in för att ge bakgrund till handlingen. I de fall då skådespelare avled mellan produktionerna var deras rollfigurer döda i nästa säsong av serien. Skådespelaren Rune Ottosson omkom 1975 i en trafikolycka medan inspelningen av säsong 3 pågick, och manus skrevs då om så att hans rollfigur Evert Persson dog på samma sätt. Rollfiguren Ivar Ljung dog i säsong 6 fastän skådespelaren Karl G Gustafson fortfarande levde.
Rollfigurerna i listan nedan har funnits med i samtliga säsonger (1971–2006) om inget annat anges.

### Familjen Löfgren
- Roland Söderberg - Henning Löfgren, småbonde (1971–1976)
- Märta Ternstedt - Jenny Löfgren, Hennings hustru. Inledde som änka i säsong 5 en relation med Erik Andersson (1971–1995)
- Lars Green - Per Löfgren, yngste son i familjen. Sågverksarbetare, sedermera skogsbrukare. Gift med Karin Löfgren. Var otrogen med prästen Berit i säsong 5.
- Christel Körner - Karin Löfgren, dotter till Ragnar Dahl, försörjde sig på att handla med aktier. Rullstolsburen efter trafikolycka.
- Harald Lönnbro - Tomas Löfgren, Karins och Pers son, webbdesigner, gifte sig med Gabriella Mård (se Övriga) (medverkade 1990–2006)
- Kerstin Tidelius - Ingrid Löfgren, Pers äldre syster, antikhandlare, dessförinnan hemvårdare. Hade tidigt i serien en kärleksaffär med Mattias Dahl.
- Gabor Kaszonyi - Sandor, Ingrids man, också antikhandlare (1995–2006)
- Ragni Carlson (1971) / Rebecca Hayman (2006) - Gunilla, Ingrids dotter i hennes första äktenskap, som tog sin fars parti vid skilsmässan
- Hans Polster - Gunnar Löfgren, Pers äldre bror, alkoholist, bosatt i Angered men var tillbaka i byn i säsong 6-8, inledde där en relation med Lisa Persson (medverkade 1973 och 1999–2006)
- Pia Rydwall - Sonja Löfgren, var gift med Gunnar (1973)
- Jan Rosin (1973) / Lasse Carlsson (2002) - Göran Löfgren, son till Gunnar och Sonja
- Margareta, dotter i familjen, omnämnd i avsnitt 6 1971.
- Bertil, son i familjen, omnämnd i avsnitt 6 1971.

### Familjen Andersson
- Gunilla Nyroos - Lillemor Andersson, lantbrukarhustru och skolmåltidsbiträde. Gift med Berndt Andersson.
- Anders Janson - Berndt Andersson, lantbrukare. Hårt prövad av ekonomiska bekymmer och tvingades avveckla lantbruket i säsong 4.
- Leif Hedberg - Erik Andersson, Berndts far. Överlät tidigt lantbruket på sonen Berndt. Som pensionerad la han sig i sonens problem (medverkade 1971–2002)
- Ingrid Ryning - Anna-Lisa Andersson, Berndts mor (1971–1976)
- Thomas Porathe - Lennart Andersson, Berndts yngre bror. Leder jordbruket på en greves gods (1971, 1976, 1995 och 2002)
- Gerd Andersson (1971) / Anna Bjelkerud (1990, 1995) - Anneli Andersson, Berndts syster
- Ingemar Carlehed - Sven, Annelis man, ekonom (1971–1973, 1990, 1995)
- Thure Carlman - Adolf Andersson, Berndts farfar (1971)
- Viktor Edvardsson - Martin Andersson, son till Bernt och Lillemor Andersson (1976)

### Familjen Dahl
- Sture Ericson - Ragnar Dahl, välbärgad hemmansägare och före detta kommunpolitiker. Far till Mattias Dahl och Karin Löfgren (medverkade 1971–1976)
- Ulf Qvarsebo - Mattias Dahl, Lars-Eriks far. Gick sysslolös på gården och var alkoholist. Hade tidigt i serien en utomäktenskaplig relation med Ingrid Löfgren (1971–1990)
- Tove Waltenburg - Elisabeth Dahl, Lars-Eriks mor, hemmafru. Började som änka arbeta som hemvårdare (1971–1995)
- Valter Wallin - Johan Dahl, Ragnars bror. Utvecklingsstörd (1971–1976)
- Ulf Dohlsten - Lars-Erik Dahl, blev sjukpensionär på grund av psykisk ohälsa mellan tredje och fjärde säsongen. Hade som ung ett förhållande med Barbro Eriksson. Blev i medelåldern sambo med Mia (Lena Strids syster)

### Familjen Persson
- Gun Jönsson - Lisa Persson, före detta bondhustru, som tillsammans med resten av familjen lämnade byn i säsong 1 och blev bosatt i göteborgsförorten Angered. Blev tidigt änka. Inledde i säsong 7/8 en relation med Gunnar Löfgren.
- Rune Ottosson - Evert Persson, Lisas man. Var småbonde i byn, omskolades till svetsare i Göteborg (medverkade 1971–1976)
- Katarina Söderberg - Eva, dotter till Evert och Lisa (medverkade 1971–1995)
- Jonas Hellborg - Anders, äldste son till Evert och Lisa, musiker (1971–1990)
- Pia Hermansson (1971–1976) / Cecilia Runeson (1990) - Kristina, dotter till Evert och Lisa (1971–1990)
- Jan Mohlin (1971–1976) / Björn (Böna) Johansson (1990–2002) - Jan, yngste son till Evert och Lisa

### Familjen Strid
- Carl-Ivar Nilsson - Willy Strid, egen företagare som drev bensinstation med verkstad och servicebutik samt ägde travhästar. Blev granskad av polisen för sina affärer i säsong 6 och 7 (medverkade 1971–2002)
- Christina Stenius - Lena Strid, Willys hustru. Arbetade i servicebutiken.
- Bo Hermansson (1971-1976) / Johan Gry - Morgan Strid, Willys och Lenas äldste son (medverkade 1976 som Johan, son till Elsie och Harald Eriksson, samt i denna roll 1995 och 2006)
- Evalena Ljung Kjellberg - Camilla Strid, Morgans fru (1995, 2006)
- Pontus Hjorthén - Willys och Lenas yngste son (medverkade redan sex månader gammal 1971 t om 1995)
- Åsa Hermansson (1971-1976) / Hedvig Stenius-Bratt - Åsa, Willys och Lenas äldsta dotter (1990-1995)
- Sofia Stenius-Bratt - Pernilla, Willys och Lenas yngsta dotter (1990-1995)
- Wiveka Warenfalk - Mia, Lena Strids syster. Hästskötare åt Willy, före detta narkoman. Blev sambo med Lars-Erik Dahl (medverkade 1990–2006)
- Ulla Akselson - Tora, Lena Strids och Mias mor (1976, 1999, 2006)
- Signe Gry - Elin Strid, Morgans och Camillas dotter (2006)

### Familjen Ljung
- Inga Ålenius - Astrid Ljung, biträde i livsmedelsbutik. Drev i de första säsongerna lanthandel i byn tillsammans med sin make Ivar.
- Karl G Gustafson - Ivar Ljung, handlare. Hans butik gick i konkurs mellan säsongerna 3 och 4, vilket gjorde honom förbittrad (medverkade 1971–1999)
- Puck Ahlsell - John, Astrid Ljungs arbetskamrat som hon blev sambo med efter Ivars död. Spelmissbrukare (1999–2006)

### Familjen Berglund
- Folke Walder - Emil Berglund, folkskollärare och hembygdsforskare (medverkade 1971–1976)
- Ann Gelbar-Söderberg - Greta Berglund, småskollärarinna

### Familjen Eriksson
- Alf Nilsson - Harald Eriksson, skogsarbetare. Dömdes för hembränning i säsong 6 (medverkade 1973–2006)
- Ann-Christine Gry - Elsie Eriksson, hemmafru (1973–2006)
- Tove Granditsky - Barbro Eriksson, äldsta dotter till Harald och Elsie. Hade som ung ett förhållande med Lars-Erik Dahl (medverkade 1976, 1990 och 1999)
- Karin Gry - "Bittan" Eriksson, yngsta dotter till Harald och Elsie (medverkade 1973, 1976, 1990 och 1999)
- Johan Gry (se även "Morgan Strid" under Familjen Strid) och Egil Gry – yngre söner till Harald och Elsie (1973, 1976)

### Familjen Mohlin
- Håkon Svenson - Björn Mohlin, lärare. Köpte Perssons gård för att använda som sommarställe (medverkade 1971–1976)
- Elisabeth Söderberg - Lotta Mohlin - Björns fru (1971–1976)

### Övriga skådespelare och rollfigurer
- Bengt Lindström - Jonas, byns original (1971–1976)
- Evert Lindkvist - Ekberg, tjänsteman från lantbruksnämnden (1971–1999)
- Stellan Agerlo - Gustav Olsson på sågen, bondehatare (1971, 1976)
- Mary Pierrou - Fru Zetterlund, pensionär (1971-1973)
- Göran Castberg - Kjell, arbetade i Strids bilverkstad (1973-1976)
- Dan Sjögren - Åke, sjukpensionär. Bingospelarvän med Lisa Persson (1976)
- Walter Turdén - Elof, hovslagare som var intresserad av Ingrid Löfgren (1976)
- Gertrud Bodlund - Elsa, Elisabets mor (1976)
- Helén Söderqvist Henriksson - Berit Sjöö, församlingspräst. Hade en lång relation med Carl-Johan men var otrogen med Per Löfgren i säsong 5 (1990–2006)
- Kim Lantz - Robert, bilmekaniker som arbetade i Strids bilverkstad (1990–2006)
- Berta Hall - Ragnhild Nilsson, pensionär (1990)
- Klas Jahnberg - Birger Nilsson, hennes son (1990)
- Anna Söderling - Lars-Eriks psykiater (1990, 2002, 2006)
- Martin Söderlund - Patrik, ungdomsbrottsling som blir medlem av Connys familj (1990–2006)
- Sven Angleflod - Carl-Johan, professor i litteraturvetenskap och Berits fästman/make. Relationen slutade med förföljelse från hans sida (1995–2006)
- Runo Sundberg - Anders Börjesson, pensionär (1995–2006)
- Gunilla Olsson - Britt, väninna till Lisa Persson (1995–2006)
- Vaid Vladi – Albenin, flykting från Kosovo, bilmekaniker hos Strids (1995–2006)
- Sanije Vladi – Mira, Albenins fru (1995–2006)
- Lars Väringer - polis (1995-1999)
- Hans Nordström - körledare (1995-1999)
- Thomas Nystedt - Conny Jansson Klinga, kriminell, drogliberal och manipulativ person med en dålig relation till familjen Strid (1999–2006)
- Anna Hamberg - Linda, Connys fru (1999–2006)
- Sara Kåse - Gaia, Connys och Lindas dotter (1999-2006)
- Niklas Karlsson - Pierre, ungdomsbrottsling, medlem av Connys familj (1999–2006)
- Bertil Arlmark och Christer Fjellström - Christian och Rolf, antikvitetsintresserat par som är stamkunder hos Ingrid Löfgren (1999–2006)
- Jannie Nielsen - Malin, medlem av Connys familj (2002-2006)
- Moa Lassbo - Gabriella Mård, ung tjej som blev familjehemsplacerad hos Conny efter att denne manipulerat de sociala myndigheterna. Tog sin tillflykt till Strids. Gifte sig med Tomas Löfgren (2002-2006)
- Mariann Rudberg - Birgitta, socialsekreterare (2002-2006)
- Roland Jansson - Grus-Olle, affärsman (2002-2006)
- Fredrik Evers - Sommargäst (2006)
- Carina M Johansson - Sommargäst (2006)
- Inga-Lill Andersson - Mirre, bibliotekarie som inledde ett förhållande med Robert (2006)

### Mindre roller
- Tore Thorén - Erik Nilsson, tjänsteman från Länsarbetsnämnden (1971)
- Olof Huddén - Johnny, studiekamrat till Evert (1973)
- Lars-Erik Berenett - Ingrids psykiater (1973)
- Sten Hedman - Styrman (1973)
- Per Nederdal - barkompis till Per Löfgren på sjömanskrogen i Göteborg (1973)
- Tord Peterson - Henrik, arbetskamrat till Evert på varvet (1976)
- Ulf Lindqvist - Svanström, sågverksägare (1976)
- Hans Mosesson - Arbetare på sågen (1990)
- Göran Ragnerstam - Leif , vän till Mia (1990)
- Jan-Erik Emretsson - Pers arbetskamrat på sågverket (1995)
- Rolf Nordström – sågverksägaren (1995)
- Sven Nilsson - åkeriägare som sålde lastbilar åt Willy (1995)
- Anders Lönnbro - Jan G. Karlsson restauranggäst (1995)
- Per Nirdal – kock (1995)
- Patrik Rustman – servitör (1995)
- Kjell Dellersjö – restaurangägare (1995)
- Stig Torstensson - Auktionisten (2002)
- Ralph Carlsson - Kyrkoherden (2006)
- Martin Östh - Mikael, vän till Gabriella (2006)
- Kent Andersson - Johns spelkompis på travbanan (2006)

## Avsnitt
- Säsong 1: sex avsnitt (1–6), började sändas november 1971
- Säsong 2: sex avsnitt (7–12), sändes 1973
- Säsong 3: åtta avsnitt (13–20), sändes 1976
- Säsong 4: sex avsnitt (21–26), sändes 1990
- Säsong 5: sex avsnitt (27–32), sändes 1995
- Säsong 6: åtta avsnitt (33–40), sändes 1999
- Säsong 7: sex avsnitt (41–46), sändes 2002
- Säsong 8: sex avsnitt (47–52), sändes 2006